# NGC 4003
NGC 4003 est une vaste galaxie lenticulaire située dans la constellation du Lion. NGC 4003 a été découverte par l'astronome germano-britannique William Herschel en 1785.

## Caractéristiques

### Distance
Sa vitesse par rapport au fond diffus cosmologique est de 6 864 ± 22 km/s, ce qui correspond à une distance de Hubble de 101,2 ± 7,1 Mpc (∼330 millions d'al).
À ce jour, une mesure non basée sur le décalage vers le rouge (redshift) donne une distance d'environ 116,000 Mpc (∼378 millions d'al). Cette valeur est à l'extérieur des valeurs de la distance de Hubble. Notons que c'est avec la valeur moyenne des mesures indépendantes, lorsqu'elles existent, que la base de données NASA/IPAC calcule le diamètre d'une galaxie et qu'en conséquence le diamètre de NGC 4003 pourrait être d'environ 45,0 kpc (∼147 000 al) si on utilisait la distance de Hubble pour le calculer.

## Paire de galaxies
Selon E.L. Turner, les galaxies NGC 4002 et NGC 4003 forment une paire de galaxies rapprochées.